# Marmorerad kingklip
Marmorerad kingklip (Genypterus maculatus) är en fiskart som först beskrevs av Tschudi, 1846.  Marmorerad kingklip ingår i släktet Genypterus och familjen Ophidiidae. Inga underarter finns listade i Catalogue of Life.